# (1071) Brita
(1071) Brita es un asteroide perteneciente al cinturón de asteroides descubierto el 3 de marzo de 1924 por Vladímir Aleksándrovich Albitski desde el observatorio de Simeiz en Crimea.
El nombre es una abreviatura de Gran Bretaña.